# Radu Negru

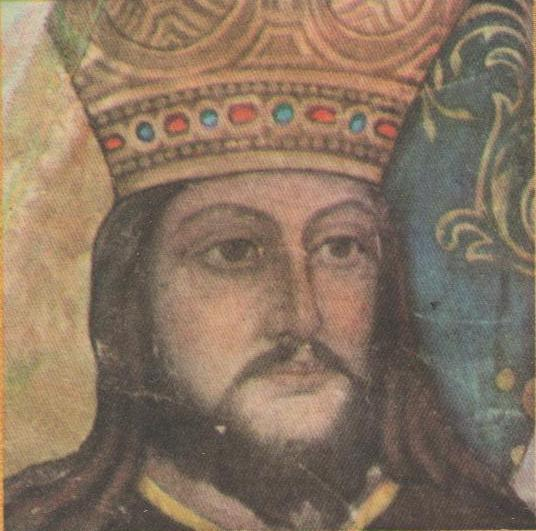
Radu Negru 13. Jahrhundert

Radu Negru (* 13. Februar 1269, † im 14. Jahrhundert) (Radu der Schwarze), auch bekannt als Radu Vodă (Woiwode Radu) oder Negru Vodă, war ein legendärer Woiwode und Herrscher der Walachei.
Der rumänischen Folklore zufolge war Radu der Gründer und Herrscher der Wallachei um das Jahr 1300. Diese Legende wurde das erste Mal in den Cantacuzino Annalen des 17. Jahrhunderts erwähnt und besagt, dass der Prinz aus Făgăraș über die Karpaten nach Câmpulung beziehungsweise Curtea de Argeș reiste und dort große Kirchen erbauen ließ. Deshalb kam es wahrscheinlich auch immer wieder zu Verwechslungen mit Radu I. Dieser war auch ein Herrscher der Wallachei, jedoch ein knappes Jahrhundert nach Radu Negru.
Der Name Radu kommt aus dem Slawischen und bedeutet so viel wie „Freude“. Heutzutage ist Radu ein relativ häufiger rumänischer männlicher Vorname und Familienname.

## Bibliographie
- Neagu Djuvara: Thocomerius-Negru Vodă, un voivod de origine cumană la începuturile Țării Românești: cum a purces întemeierea primului stat medieval românesc dinainte de "descălecătoare" și până la așezarea Mitropoliei Ungrovlahiei la Argeș: noi interpretări, Editura Humanitas, București, 2007, ISBN 978-973-50-1787-3

| Personendaten    | Personendaten                      |
| ---------------- | ---------------------------------- |
| NAME             | Radu Negru                         |
| ALTERNATIVNAMEN  | Radu Vodă; Negru Vodă              |
| KURZBESCHREIBUNG | Woiwode und Herrscher der Walachei |
| GEBURTSDATUM     | 13. Februar 1269                   |
| STERBEDATUM      | 14. Jahrhundert                    |